# (33453) Townley
1999 FG27 (asteroide 33453) é um asteroide da cintura principal. Possui uma excentricidade de 0.09917080 e uma inclinação de 5.34393º.
Este asteroide foi descoberto no dia 19 de março de 1999 por LINEAR em Socorro.